# هيو أندرو يونغ
هيو أندرو يونغ هو سياسي كندي، ولد في 3 أبريل 1898، وتوفي في 1982.